# Янцюй
Янцю́й (кит. упр. 阳曲, пиньинь Yángqǔ) — уезд городского округа Тайюань провинции Шаньси (КНР).

## История
При империи Западная Хань здесь имелись уезды Юйсянь (盂县), Ланмэн (狼孟县) и Фэньян (汾阳县). При узурпаторе Ван Мане уезд Ланмэн был переименован в Ландяо (狼调县). При империи Восточная Хань уезд Фэньян был расформирован.
В 215 году Цао Цао создан уезд Янцюй. При империи Восточная Цзинь уезд Юйсянь был расформирован, а уезду Ландяо было возвращено название Ланмэн. При империи Северная Вэй уезд Ланмэн был присоединён к уезду Янцюй.
При империи Суй в 583 году уезд Янцюй был переименован в Янчжи (阳直县), а в 596 году — в Фэньян, и при этом из него был выделен уезд Юйсянь; однако затем уезд Юйсянь был опять присоединён к уезду Фэньян, а уезду Фэньян было возвращено название Янчжи.
При империи Тан в 618 году из уезда Янчжи был выделен уезд Фучэн (抚城县), затем переименованный в Ухэ (乌河县). В 620 году из уезда Янчжи был выделен уезд Фэньян. В 624 году уезд Янчжи был расформирован, а уезд Фэньян переименован в Янцюй; также в этом году был создан уезд Лоинь (洛阴县). В 627 году уезды Ухэ и Лоинь были присоединены к уезду Янцюй. В 632 году из уезда Янцюя был выделен уезд Яньжань (燕然县), но в 643 году он был вновь присоединён к уезду Янцюй.
В 1949 году был образован Специальный район Синьсянь (忻县专区), и уезд вошёл в его состав.
В 1958 году уезд перешёл под юрисдикцию властей Тайюаня.

## Административное деление
Уезд делится на 4 посёлка и 6 волостей.